# Станица метроа Каледонијан роуд
Каледонијан роуд (енгл. Caledonian Road tube station) је станица лондонског метроа на Пикадили линији у другој наплатној зони. 
Станица је отворена 15. децембра 1906. године од стране Велике Северне, Пикадили и Бромптон железнице (Great Northern, Piccadilly and Brompton Railway).

## Станица данас
Кроз станицу Каледонијан Роуд је у 2008. години прошло 4,93 милиона, а сваког радног дана у просеку 15 596 путника. 

### Учесталост возова
Возови који пролазе кроз станицу Каледонијан Роуд обично саобраћају следећим распоредом:
- 12 возова по сату до аеродрома Хитроу преко централног Лондона;
- 3 воза по сату до станице Рејнерс Лејн преко централног Лондона;
- 3 воза по сату до станице Аксбриџ преко централног Лондона;
- 3 воза по сату до станице Нортфилдс преко централног Лондона;
- 18 возова по сату до станице Кокфостерс;
- 3 воза по сату до станице Арнос Гроув.

| Претходна станица                                                                                     | Линија метроа | Линија метроа | Линија метроа | Следећа станица                       |
| --- | ------------- | ------------- | ------------- | ------------------------------------- |
| Кингс Крос св. Панкрас према станици Аксбриџ или аеродрому Хитроу (Терминали 1, 2 и 3 или Терминал 5) |               | Пикадили      |               | Холовеј Роуд према станици Кокфостерс |